# Abraham Kristiernsson Leijonhufvud
Abraham Kristiernsson Leijonhufvud (sv), mort en 1499, était un conseiller (riksråd) suédois. 

## Biographie
Abraham Kristiernsson Leijonhufvud (sv) est le fils du châtelain et bailli Kristiern Gregersson Leijonhufvud et de Märta Pedersdotter. Il est mentionné comme conseiller le 20 juin 1491. En 1496, il donne avec sa femme une ferme à Arboga au monastère des frères gris (sv) d'Arboga. Le 16 février 1499, il participe à la conciliation entre Sten Sture et les conseillers suédois, et s'engage avec eux à offrir le cadeau du matin de la reine Christine le 20 février, mais il serait décédé le 31 octobre de la même année. Abraham Kristiernsson est enterré au monastère d'Arboga.
Mentionné pour la première fois en 1462 lorsqu'il vend sa part de la ferme de sa mère, Bårarp (sv), à Åke Axelsson Tott (sv) et qu'il porte alors les armes, il est donc adulte. En 1471, il donne à sa femme Birgitta Månsdotter la ferme de Brunsberg et deux autres fermes au lieu d'un cadeau matinal de 600 marks. En 1472, Abraham Kristiernsson reçoit, en remerciement des services rendus à Sten Sture l'Ancien, l'assurance de conserver les biens que Broder Svensson (sv) et Klas Niklisson ont achetés pour lui.
Le 24 février 1479, il reçoit Ellholmen et en 1492, il l'échange contre Ekeberg (sv) avec le neveu de sa femme, Jöns Jönsson. En 1491 et 1493, il est mentionné comme conseiller lorsqu'il ratifie à Telge l'accord avec l'ordre des Livoniens conclu à Reval en 1488.

### Propriété
Abraham Kristiernsson possède Brunsberg dans la paroisse d'Ytterselö (sv), Elleholm (sv) dans la paroisse d'Arboga (sv), Ekeberg (sv) dans la paroisse de Lillkyrka (sv), Kvicksta dans la paroisse de Toresund (sv), Bärarp dans la paroisse de Revinge (sv).

### Famille
Avant le 1er juillet 1471, Abraham Kristiernsson épouse Birgitta Månsdotter (Natt och Dag, fille de Måns Bengtsson (sv) et de Märta Klausdotter Plata. Ils ont eu ensemble Erik Abrahamsson Leijonhufvud († 1520) et le chevalier Sten Abrahamsson († après 1515). Après la mort d'Abraham Kristiernsson, Birgitta Månsdotter se remarie avec l'écuyer Anders Persson.